# Yadoa
Yadoa is een geslacht van hooiwagens uit de familie Assamiidae.
De wetenschappelijke naam Yadoa is voor het eerst geldig gepubliceerd door Roewer in 1935. 

## Soorten
Yadoa is monotypisch en omvat slechts de volgende soort:
- Yadoa feae